# Sapois, Vosges
Sapois là một xã ở tỉnh Vosges, vùng Grand Est, Pháp. Xã này có diện tích 16,89 km² dân số năm 1999 là 624 người. Xã này nằm ở khu vực có độ cao từ 423–1005 m trên mực nước biển.
Người dân địa phương danh xưng tiếng Pháp là Sapoisiens.

## Biến động dân số
| Năm | 1962 | 1968 | 1975 | 1982 | 1990 | 1999 |
| --- | ---- | ---- | ---- | ---- | ---- | ---- |
| Dân số | 516  | 552  | 616  | 664  | 664  | 624  |
| From the year 1962 on: No double counting—residents of multiple communes (e.g. students and military personnel) are counted only once. |      |      |      |      |      |      |